# Gregarina ucae
Gregarina ucae is een soort in de taxonomische indeling van de Myzozoa, een stam van microscopische parasitaire dieren. Het organisme komt uit het geslacht Gregarina en behoort tot de familie Gregarinidae. Gregarina ucae werd in 1933 ontdekt door Pearse.